# الکساندر پلتنف
الکساندر پلتنف (به انگلیسی: Aleksandr Pletnev) (زادهٔ ۱۹۴۸) شناگر اهل شوروی است.